# Cori Gauff

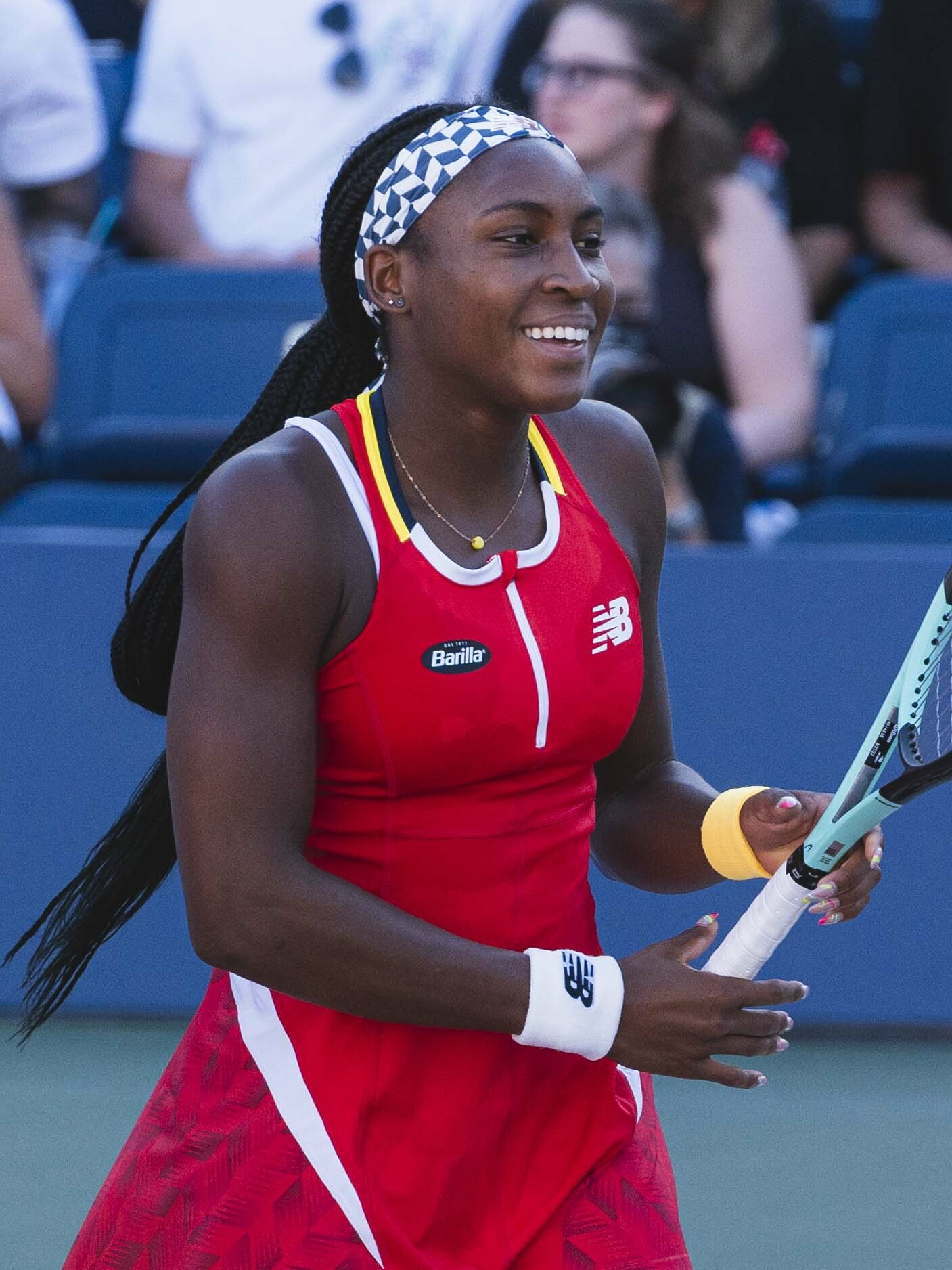
US Open 2022

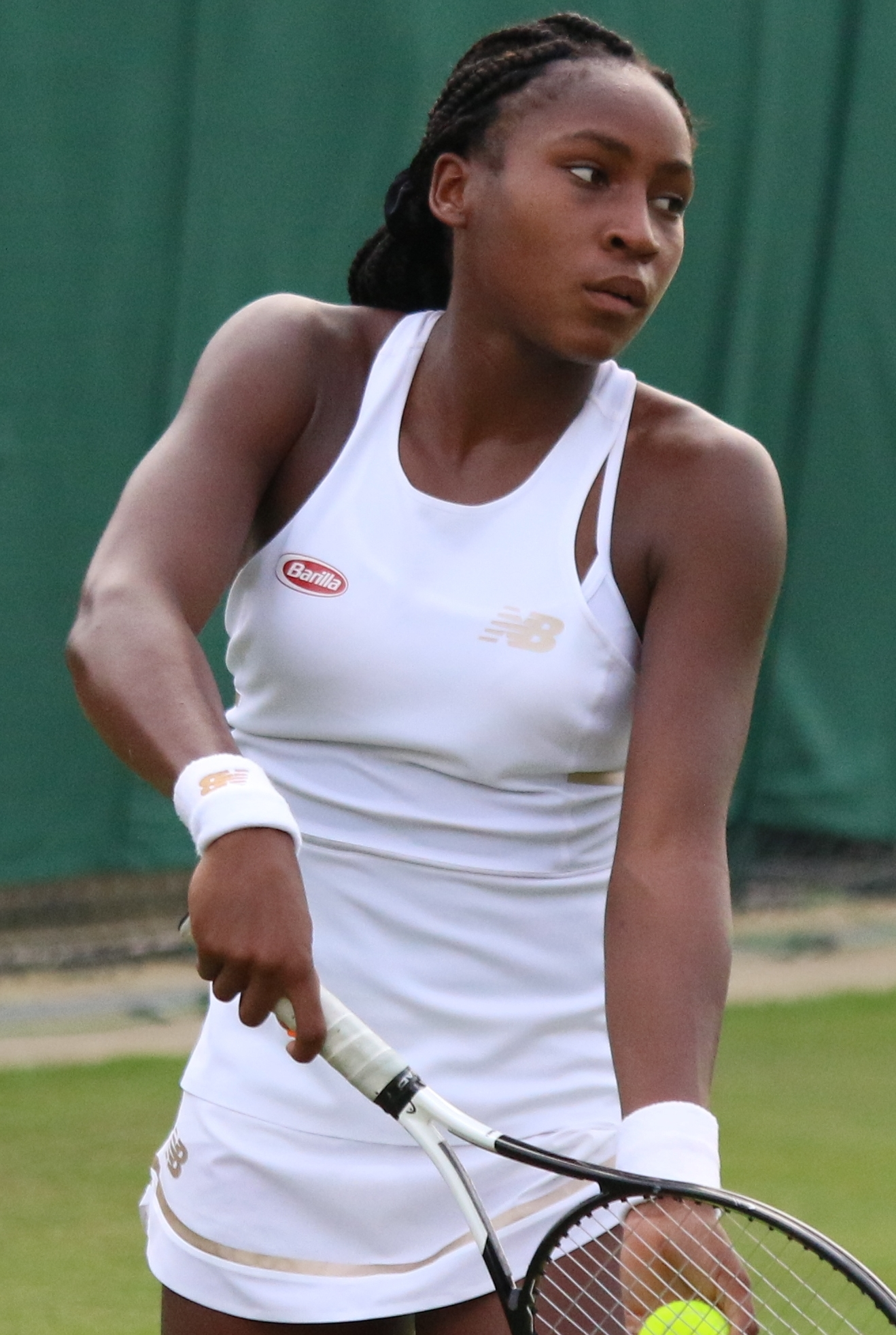
Wimbledon 2019 (kwalificatie)

Cori Dionne (Coco) Gauff (Atlanta, 13 maart 2004) is een tennisspeelster uit de Verenigde Staten van Amerika. Gauff begon op zesjarige leeftijd met het spelen van tennis. Haar favoriete ondergrond is hardcourt. Zij speelt rechtshandig en heeft een tweehandige backhand. Zij is actief in het internationale tennis sinds 2018.

## Loopbaan
In 2016 won zij de Junior Orange Bowl-titel voor meisjes tot en met 12 jaar. In 2017 stond zij als jongste ooit in de meisjesfinale van het US Open. Zij kreeg een wildcard en bereikte de finale zonder een set te verliezen.
In 2018 speelde Gauff haar eerste wedstrijd in het ITF-circuit op het $25k-toernooi van Osprey in Florida – zij wist deze eerste wedstrijd meteen te winnen. Omdat zij dat jaar nog maar 14 jaar oud was, kon zij slechts op enkele WTA-toernooien uitkomen. Een daarvan was Roland Garros, waar zij de meisjesfinale won van Caty McNally. Op het US Open won zij de meisjesdubbelspeltitel, samen met McNally. In 2018 won zij ook de Orange Bowl-titel voor meisjes tot en met 18 jaar. Tevens won zij samen met Alexa Noel in september 2018 de junior Fed Cup-finale in Boedapest.
In 2019 plaatste Gauff zich via het kwalificatietoernooi voor Wimbledon, en met 15 jaar was zij daarmee de jongste kwalificante ooit op Wimbledon. Historisch was zij echter niet de jongste deelnemer aan het hoofdtoernooi van Wimbledon: Martina Hingis, Jennifer Capriati en Tracy Austin debuteerden als veertienjarigen. Gauff speelde haar eerste partij tegen Venus Williams, en won die met 6-4 en 6-4. In de derde ronde overleefde zij twee wedstrijdpunten tegen de Sloveense Polona Hercog. Pas in de vierde ronde vond zij haar meerdere: de latere winnares Simona Halep.
In oktober 2019 won Gauff haar eerste WTA-enkelspeltitel, op het toernooi van Linz. Nadat zij als lucky loser tot het hoofdtoernooi was toegelaten, bereikte zij de finale door onder meer het eerste reekshoofd Kiki Bertens te verslaan – in de eindstrijd versloeg zij Jeļena Ostapenko uit Letland in drie sets. Met 15 jaar en 7 maanden is Gauff de jongste WTA-winnares sinds Nicole Vaidišová (15 jaar en 4 maanden), toen die in 2004 het toernooi van Vancouver won – overigens won Jennifer Capriati haar eerste WTA-titel met 14 jaar en 7 maanden. Door dit resultaat kwam Gauff binnen in de top 100.
Nadat Gauff gedurende het grootste deel van 2020 rond een ranglijstpositie van 50 had gehangen, steeg zij op 1 maart 2021 naar de top 40, na een halvefinaleplaats op het WTA-toernooi van Adelaide, waar zij als kwalificante aan het hoofdtoernooi meedeed. In mei bereikte zij de top 30, na een halvefinaleplaats op het WTA 1000-toernooi van Rome.
In 2021 won Gauff op het WTA-toernooi van Parma zowel de titel in het enkelspel als die in het dubbelspel (samen met landgenote Caty McNally). Drie maanden later bereikte zij, met dezelfde partner, voor het eerst de finale van een grandslamtoernooi, op het US Open – zij verloren deze van Samantha Stosur en Zhang Shuai. In september kwam zij binnen in de top 20 van de wereldranglijst in het enkelspel, in november ook in het dubbelspel.
In februari 2022 won zij, samen met landgenote Jessica Pegula, de dubbelspeltitel op het WTA 1000-toernooi van Doha – daarmee maakte zij haar entree tot de top 10 van het dubbelspel. In juni bereikte zij haar eerste grandslamfinale in het enkelspel, op Roland Garros – zij verloor die eindstrijd van de Poolse Iga Świątek. Ook in het dubbelspel bereikte zij de finale, samen met landgenote Jessica Pegula – nogmaals trok zij aan het kortste eind; niettemin steeg zij hierdoor naar de vijfde plek op de mondiale ranglijst in het dubbelspel. Op het gemengd dubbelspel van Wimbledon bereikte Gauff de halve finale, met landgenoot Jack Sock aan haar zijde.
In augustus 2022 won Gauff, terug met Pegula, de dubbelspeltitel op het WTA 1000-toernooi van Toronto – daarmee veroverde zij de nummer één-positie op de mondiale ranglijst van het dubbelspel. Zij werd de 46e speelster in de WTA-geschiedenis die de dubbelspeltop bereikte. Met 18 jaar en 154 dagen werd zij de op één na jongste die deze eer verdiende (Martina Hingis was 17 jaar en 251 dagen toen zij debuteerde op de dubbelspeltoppositie). In september trad zij toe tot de mondiale top tien van het enkelspel. In oktober won Gauff, terug met Pegula, de dubbelspeltitel op het WTA 500-toernooi van San Diego. Later die maand steeg zij in het enkelspel naar de vierde plek van de wereldranglijst.
In 2023 won Gauff met Pegula het toernooi van Doha en het WTA 1000-toernooi van Miami. In het enkelspel pakte zij haar vierde titel op het WTA-toernooi van Washington en de vijfde op het WTA 1000-toernooi van Cincinnati. In september won zij haar eerste grandslamtitel op het US Open door Aryna Sabalenka te verslaan in de finale. Zij werd hiermee de derde Amerikaanse tiener die het US Open won, na Tracy Austin en Serena Williams.
Op het Australian Open 2024 bereikte Gauff de halve finale – daarmee klom zij naar de derde plaats op de wereldranglijst. Ook op Roland Garros bereikte zij de halve finale – daardoor ging zij naar de tweede plek op de wereldranglijst. Bij het dubbelspel op het Parijse gravel won Gauff met de Tsjechische Kateřina Siniaková haar negende dubbelspeltitel, de eerste op een grandslamtoernooi. In oktober won zij haar achtste enkelspeltitel op het WTA 1000-toernooi van Peking, ten koste van de Tsjechische Karolína Muchová. Gauff beëindigde het seizoen met het winnen van het eindejaarstoernooi – de eindstrijd tegen de Chinese Zheng Qinwen werd een driesetter, waarbij de derde set eindigde in een tiebreak.
Op Roland Garros 2025 won Gauff haar tweede grandslamtitel, haar tiende enkelspeltitel in totaal – in de finale versloeg zij Aryna Sabalenka. In augustus won Gauff haar tiende dubbelspeltitel, op het WTA 1000-toernooi van Montréal, geflankeerd door landgenote McCartney Kessler.

### Tennis in teamverband
In de periode 2022–2023 maakte Gauff deel uit van het Amerikaanse Fed Cup-team – zij vergaarde daar een winst/verlies-balans van 3–1.

## Persoonlijk
Gauffs beide ouders hadden een sportcarrière: haar vader speelde basketbal en haar moeder was hordeloopster. Gauff volgde een online schoolprogramma Florida Virtual Flex.

## Posities op deWTA-ranglijst
Positie per einde seizoen:
| jaar | rang enkelspel | rang dubbelspel |
| ---- | -------------- | --------------- |
| 2018 | 875            | –               |
| 2019 | 68             | 78              |
| 2020 | 48             | 45              |
| 2021 | 22             | 21              |
| 2022 | 7              | 4               |
| 2023 | 3              | 3               |
| 2024 | 3              | 25              |

## Palmares
| Legenda                 |
| ----------------------- |
| Grandslamtoernooi       |
| Olympische Spelen       |
| Year-End Championships  |
| Premier Mandatory       |
| Premier Five / WTA 1000 |
| Premier / WTA 500       |
| International / WTA 250 |
| Challenger / WTA 125    |

### Overwinningen op een regerend nummer 1
Gauff heeft tot op heden driemaal een partij tegen een op dat ogenblik heersend leider van de wereldranglijst gewonnen (peildatum 7 juni 2025):
| nr. | datum      | toernooi       | ronde        | tegenstandster  | score         |         |
| --- | ---------- | -------------- | ------------ | --------------- | ------------- | ------- |
| 1.  | 2023-08-19 | WTA Cincinnati | halve finale | Iga Świątek     | 7-6, 3-6, 6-4 | details |
| 2.  | 2024-11-08 | WTA Finals     | halve finale | Aryna Sabalenka | 7-6, 6-3      | details |
| 3.  | 2025-06-07 | Roland Garros  | finale       | Aryna Sabalenka | 6-7, 6-2, 6-4 | details |

### WTA-finaleplaatsen enkelspel
| nr.              | finale     | toernooi       | ondergrond    | tegenstandster   | score         |         |
| ---------------- | ---------- | -------------- | ------------- | ---------------- | ------------- | ------- |
| gewonnen finales |            |                |               |                  |               |         |
| 01.              | 2019-10-13 | WTA Linz       | hardcourt (i) | Jeļena Ostapenko | 6-3, 1-6, 6-2 | details |
| 02.              | 2021-05-22 | WTA Parma      | gravel        | Wang Qiang       | 6-1, 6-3      | details |
| 03.              | 2023-01-08 | WTA Auckland   | hardcourt     | Rebeka Masarova  | 6-1, 6-1      | details |
| 04.              | 2023-08-06 | WTA Washington | hardcourt     | Maria Sakkari    | 6-2, 6-3      | details |
| 05.              | 2023-08-20 | WTA Cincinnati | hardcourt     | Karolína Muchová | 6-3, 6-4      | details |
| 06.              | 2023-09-09 | US Open        | hardcourt     | Aryna Sabalenka  | 2-6, 6-3, 6-2 | details |
| 07.              | 2024-01-07 | WTA Auckland   | hardcourt     | Elina Svitolina  | 6-7, 6-3, 6-3 | details |
| 08.              | 2024-10-06 | WTA Peking     | hardcourt     | Karolína Muchová | 6-1, 6-3      | details |
| 09.              | 2024-11-09 | WTA Finals     | hardcourt     | Zheng Qinwen     | 3-6, 6-4, 7-6 | details |
| 10.              | 2025-06-07 | Roland Garros  | gravel        | Aryna Sabalenka  | 6-7, 6-2, 6-4 | details |
| verloren finales |            |                |               |                  |               |         |
| 1.               | 2022-06-04 | Roland Garros  | gravel        | Iga Świątek      | 1-6, 3-6      | details |
| 2.               | 2025-05-03 | WTA Madrid     | gravel        | Aryna Sabalenka  | 3-6, 6-7      | details |
| 3.               | 2025-05-17 | WTA Rome       | gravel        | Jasmine Paolini  | 4-6, 2-6      | details |

### WTA-finaleplaatsen vrouwendubbelspel
| nr.              | finale     | toernooi       | ondergrond    | partner            | tegenstandsters                        | score             |         |
| ---------------- | ---------- | -------------- | ------------- | ------------------ | -------------------------------------- | ----------------- | ------- |
| gewonnen finales |            |                |               |                    |                                        |                   |         |
| 01.              | 2019-08-03 | WTA Washington | hardcourt     | Caty McNally       | Maria Sanchez Fanny Stollár            | 6-2, 6-2          | details |
| 02.              | 2019-10-19 | WTA Luxemburg  | hardcourt (i) | Caty McNally       | Kaitlyn Christian Alexa Guarachi       | 6-2, 6-2          | details |
| 03.              | 2021-05-22 | WTA Parma      | gravel        | Caty McNally       | Darija Jurak Andreja Klepač            | 6-3, 6-2          | details |
| 04.              | 2022-02-25 | WTA Doha       | hardcourt     | Jessica Pegula     | Veronika Koedermetova Elise Mertens    | 3-6, 7-5, [10-5]  | details |
| 05.              | 2022-08-14 | WTA Toronto    | hardcourt     | Jessica Pegula     | Nicole Melichar-Martinez Ellen Perez   | 6-4, 6-7, [10-5]  | details |
| 06.              | 2022-10-16 | WTA San Diego  | hardcourt     | Jessica Pegula     | Gabriela Dabrowski Giuliana Olmos      | 1-6, 7-5, [10-4]  | details |
| 07.              | 2023-02-17 | WTA Doha       | hardcourt     | Jessica Pegula     | Ljoedmyla Kitsjenok Jeļena Ostapenko   | 6-4, 2-6, [10-7]  | details |
| 08.              | 2023-04-02 | WTA Miami      | hardcourt     | Jessica Pegula     | Leylah Fernandez Taylor Townsend       | 7-6, 6-2          | details |
| 09.              | 2024-06-09 | Roland Garros  | gravel        | Kateřina Siniaková | Sara Errani Jasmine Paolini            | 7-6, 6-3          | details |
| 10.              | 2025-08-06 | WTA Montréal   | hardcourt     | McCartney Kessler  | Taylor Townsend Zhang Shuai            | 6-4, 1-6, [13-11] | details |
| verloren finales |            |                |               |                    |                                        |                   |         |
| 1.               | 2021-09-12 | US Open        | hardcourt     | Caty McNally       | Samantha Stosur Zhang Shuai            | 3-6, 6-3, 3-6     | details |
| 2.               | 2022-04-24 | WTA Stuttgart  | gravel (i)    | Zhang Shuai        | Desirae Krawczyk Demi Schuurs          | 3-6, 4-6          | details |
| 3.               | 2022-06-05 | Roland Garros  | gravel        | Jessica Pegula     | Caroline Garcia Kristina Mladenovic    | 6-2, 3-6, 2-6     | details |
| 4.               | 2023-05-07 | WTA Madrid     | gravel        | Jessica Pegula     | Viktoryja Azarenka Beatriz Haddad Maia | 1-6, 4-6          | details |
| 5.               | 2023-05-20 | WTA Rome       | gravel        | Jessica Pegula     | Storm Hunter Elise Mertens             | 4-6, 4-6          | details |
| 6.               | 2024-05-19 | WTA Rome       | gravel        | Erin Routliffe     | Sara Errani Jasmine Paolini            | 3-6, 6-4, [8-10]  | details |

## Resultaten grandslamtoernooien
| Legenda | Legenda                          |
| ------- | -------------------------------- |
| g.t.    | geen toernooi gehouden           |
| l.c.    | lagere categorie                 |
| –       | niet deelgenomen                 |
| G       | uitgeschakeld in de groepsfase   |
| 1R      | uitgeschakeld in de eerste ronde |
| 2R      | uitgeschakeld in de tweede ronde |
| 3R      | uitgeschakeld in de derde ronde  |
| 4R      | uitgeschakeld in de vierde ronde |
| KF      | uitgeschakeld in de kwartfinale  |
| HF      | uitgeschakeld in de halve finale |
| F       | de finale verloren               |
| W       | het toernooi gewonnen            |
| w-v     | winst/verlies-balans             |

### Enkelspel
| toernooi        | 2019 | 2020 | 2021 | 2022 | 2023 | 2024 | 2025 |
| --------------- | ---- | ---- | ---- | ---- | ---- | ---- | ---- |
| Australian Open | –    | 4R   | 2R   | 1R   | 4R   | HF   | KF   |
| Roland Garros   | –    | 2R   | KF   | F    | KF   | HF   | W    |
| Wimbledon       | 4R   | g.t. | 4R   | 3R   | 1R   | 4R   | 1R   |
| US Open         | 3R   | 1R   | 2R   | KF   | W    | 4R   |      |

### Vrouwendubbelspel
| toernooi        | 2019 | 2020 | 2021 | 2022 | 2023 | 2024 |
| --------------- | ---- | ---- | ---- | ---- | ---- | ---- |
| Australian Open | –    | KF   | KF   | 1R   | HF   | –    |
| Roland Garros   | 1R   | 3R   | 1R   | F    | HF   | W    |
| Wimbledon       | –    | g.t. | 3R   | –    | 3R   | KF   |
| US Open         | 3R   | 2R   | F    | 1R   | KF   | –    |

### Gemengd dubbelspel
| toernooi        | 2018 | 2019 |    | 2022 | 2023 |
| --------------- | ---- | ---- | -- | ---- | ---- |
| Australian Open | –    | –    | –  | –    |      |
| Roland Garros   | –    | –    | –  | –    |      |
| Wimbledon       | –    | 1R   | HF | –    |      |
| US Open         | 2R   | –    | –  | 1R   |      |